# Holmen (Slesvig)
 For alternative betydninger, se Holmen (flertydig). (Se også artikler, som begynder med Holmen)
Holmen er en gammel fiskerbydel i Slesvig, hvor indbyggerne i århundreder har haft deres egne sæder og skikke.
Betegnelsen Holm er dansk og betyder lille ø. Den idylliske bydel ved Slien var indtil 1933 omkranset af vand. Mod nord var kvarteret afgrænset af Holm Nor og mod øst og vest af to små bække der udmundede i Slien.
Fiskerbyens midtpunkt er den lille kirke fra 1876. Kirken er omkranset af træer, og kun bydelens befolkning bliver begravet på kirkegården. Holmen har sandsynligvis været beboet siden det 11. århundrede. Her taltes og tales fortsat hovedsageligt plattysk. Fiskerne i Holmen grundlagde aldrig kooperativer som andre steder langs Østersøen, og det var grunden til, at den enkelte indbygger i beholdt sin frihed i et fiskersamfund, hvor alle var lige.
Allerede i Slesvigs stadsret fra 1200 står, at fiskerne fra Holmen har ret til frit at fiske på Slien. I 1481 udstedte kong Christian 1. Slibrevet, hvori det bekræftes, at alene fiskerne fra Holmen har ret til at fiske på hele Slien.
Holmens fiskerlaug fra 1765 og Holmens begravelsesgilde fra 1650 (oprettet efter Trediveårskrigen) eksisterer stadig. For at fortælle historien om Holmen og dens beboere blev i 1992 oprettet et museum ved indgangen til Holmen. På Holmen findes også Sankt Hans Klostret.